# Compuesto de tres octaedros
| Compuesto de tres octaedros       | Compuesto de tres octaedros |
| --------------------------------- | --------------------------- |
|                                   |                             |
| Poliedros                         | 3 octaedros regulares       |
| Caras                             | 24 triángulo equiláteros    |
| Aristas                           | 36                          |
| Vértices                          | 18                          |
| Grupo de simetría (Un solo color) | Oh, orden 48                |

En matemáticas, el compuesto de tres octaedros es un poliedro compuesto formado por tres octaedros regulares, todos compartiendo un centro común pero rotados entre sí. Aunque ya había aparecido con anterioridad en la literatura matemática, fue redescubierto y popularizado por M. C. Escher, quien lo utilizó en la imagen central de su xilografía de 1948 Stars.

## Construcción
Un octaedro regular se puede circunscribir alrededor de un cubo de tal manera que las ocho aristas de dos cuadrados opuestos del cubo se encuentren en las ocho caras del octaedro. Los tres octaedros formados de esta manera a partir de los tres pares de cuadrados opuestos de un cubo forman el compuesto de tres octaedros. Los ocho vértices del cubo son los mismos que los ocho puntos del compuesto donde tres aristas se cruzan entre sí. Cada una de las aristas del octaedro que participa en estos cruces triples se divide por el punto de cruce en la proporción 1:√2. Las restantes aristas del octaedro se cruzan de dos en dos, en el interior del compuesto; sus cruces están en sus puntos medios y forman ángulos rectos.
El compuesto de tres octaedros también se puede formar a partir de tres copias de un solo octaedro rotando cada copia en un ángulo de π/4 alrededor de uno de sus tres ejes de simetría que pasan por dos vértices opuestos del octaedro inicial. Una tercera construcción para el mismo compuesto de tres octaedros es como el poliedro conjugado de un compuesto de tres cubos, uno de los compuestos poliédricos uniformes.
Los seis vértices de uno de los tres octaedros pueden estar dados por las coordenadas (0, 0, ±2) y (±√2, ±√2, 0). Los otros dos octaedros tienen coordenadas que se pueden obtener a partir de estas coordenadas intercambiando la coordenada z por la coordenada x o y.

## Simetrías

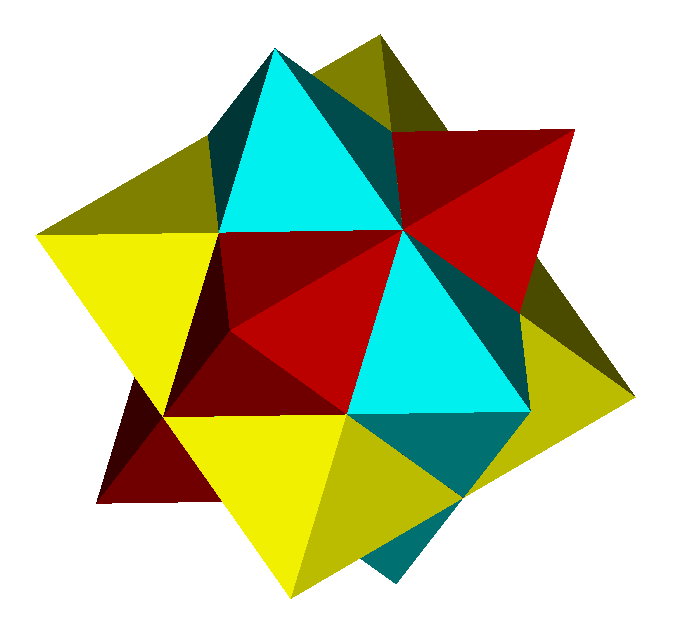
Un dodecaedro rómbico estrellado, un compuesto de tres octaedros aplanados utilizados en las obras de de Escher "Estudio de las estrellas" y Cascada

El compuesto de tres octaedros tiene el mismo grupo de simetría que un solo octaedro. Es un deltaedro isoedral, lo que significa que sus caras son triángulos equiláteros y que posee una simetría que permite trasladar cada cara a cada otra cara. Hay una familia infinita conocida de deltaedros isoédricos, y 36 más que no pertenecen a esta familia; el compuesto de tres octaedros es uno de los 36 ejemplos singulares. Sin embargo, su grupo de simetría no lleva todos los vértices a todos los demás vértices, por lo que no es en sí mismo un poliedro compuesto uniforme.
La intersección de los tres octaedros es un poliedro convexo con 14 vértices y 24 caras, un tetraquishexaedro, formado al unir una pirámide cuadrada bajo cada cara del cubo central. Por lo tanto, el compuesto puede verse como una estelación del tetraquis exaedro. Una forma diferente del tetraquis exaedro, formada mediante el uso de pirámides más altas en cada cara del cubo, no es convexa pero tiene caras de triángulos equiláteros que nuevamente se encuentran en los mismos planos que las caras de los tres octaedros, y es otro de los deltaedros isoédricos conocidos. Un tercer deltaedro isoédrico que comparte los mismos planos de cara, el compuesto de seis tetraedros, puede estar formado por estelación de cada cara del compuesto de tres octaedros para formar tres estrellas octángulas. Un cuarto deltaedro isoédrico con los mismos planos de cara, también una estelación del compuesto de tres octaedros, tiene la misma estructura combinatoria que el tetraquis exaedro pero con las caras del cubo deprimidas hacia adentro formando pirámides que se cruzan, en lugar de unir las pirámides al exterior del cubo.
El cubo alrededor del cual se pueden circunscribir los tres octaedros tiene nueve planos de simetría especular. Tres de estos planos de reflexión pasan paralelos a los lados del cubo, a medio camino entre dos lados opuestos; los otros seis pasan diagonalmente a través del cubo, a través de cuatro de sus vértices. Estos nueve planos coinciden con los nueve planos ecuatoriales de los tres octaedros.

## Historia

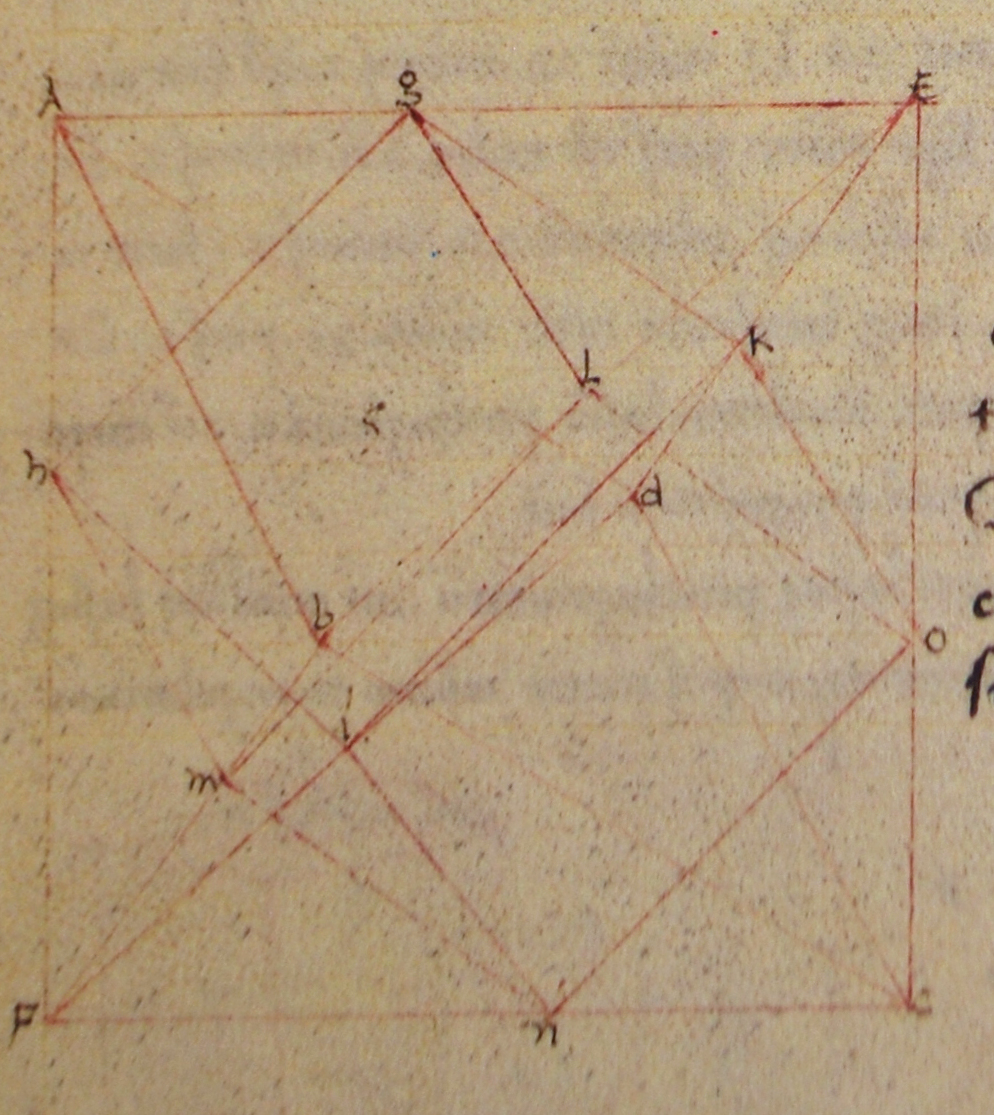
Octaedro circunscrito alrededor de un cubo, como lo dibujó Piero della Francesca para su libro De quinque corporibus regularibus

En el manuscrito del siglo XV De quinque corporibus regularibus, obra del pintor Piero della Francesca, ya se incluye un dibujo de un octaedro circunscrito alrededor de un cubo, con ocho de las aristas del cubo en las ocho caras del octaedro. Tres octaedros circunscritos de esta manera alrededor de un solo cubo formarían el compuesto de tres octaedros, pero della Francesca no representa el compuesto.
La siguiente aparición del compuesto de tres octaedros en la literatura matemática parece ser un trabajo de 1900 de Max Brückner, que lo menciona e incluye una fotografía de un modelo del mismo.
El artista holandés M. C. Escher, en su xilografía de 1948 Stars, utilizó como figura central una jaula con esta forma, que contenía dos camaleones y flotaba en el espacio. H. S. M. Coxeter, suponiendo que Escher redescubrió esta forma de manera independiente, escribe que "Es notable que Escher, sin ningún conocimiento de álgebra o geometría analítica, haya podido redescubrir esta figura altamente simétrica". Sin embargo, George W. Hart ha documentado que Escher estaba familiarizado con el trabajo de Brückner y lo usó como base para muchos de los poliedros estrellados y compuestos poliédricos que dibujó. A principios de 1948, Escher había realizado un grabado en madera preliminar con un tema similar, "Estudio para las estrellas", pero en lugar de utilizar el compuesto de tres octaedros regulares en el estudio, utilizó una forma diferente pero relacionada, un dodecaedro rómbico estrellado (a veces llamado sólido de Escher), que se puede formar como un compuesto de tres octaedros aplanados. Esta forma de poliedro es topológicamente idéntica a un hexaquisoctaedro, que puede verse como un dodecaedro rómbico con pirámides más cortas en las caras rómbicas. La figura dual del compuesto octaédrico, el compuesto de tres cubos, también se muestra en un grabado en madera posterior de Escher, Cascada, junto al mismo dodecaedro rómbico estrellado.
El compuesto de tres octaedros volvió a entrar en la literatura matemática de manera más adecuada con el trabajo de Bakos y Johnson (1959), quien observó su existencia y proporcionó las coordenadas de sus vértices. Fue estudiado con más detalle por Wenninger (1968) y Coxeter (1985).

## Otros compuestos de tres octaedros
Con los octaedros vistos como antiprismas triangulares, existe otro compuesto prismático de antiprismas uniforme con simetría D3d y orden 12. Cada antiprisma se gira 40 grados. Se puede ver que los planos superior e inferior contienen el polígono eneagrámico compuesto {9/3} o 3{3}.